# Fàbrica de gel Industrias Frigoríficas del Mediterráneo
La fàbrica de gel Industrias Frigoríficas del Mediterráneo era un edifici situat als carrers de Ginebra, Mediterrània (antigament Hernan Cortès) i el passatge del Marquès de la Quadra de la Barceloneta, actualment desaparegut.

## Història
El 1876, després de la mort del fabricant de filats i trenyelles de cotó Albert Prats i Baruta, els seus fills Frederic, Pere, Gonçal i Constança Prats i Caravent, i el seu nebot Joan Prats i Rodés van constituir la societat Fills d'Albert Prats, administrada per Frederic. Aquest va morir el 1894 i la resta de socis n'acordaren la dissolució. Aleshores, la seva vídua Aurora Torrents i Bruguera i els seus fills Albert i Josep Prats i Torrents van constituir una nova societat amb el mateix nom per temps il·limitat i un capital de 90.000 pessetes. El despatx era al carrer dels Mercaders, 42 i la fàbrica a Can Saladrigas.
El 1900, Albert Prats, en nom de la societat, va demanar permís per a construir una «quadra» de planta baixa i un pis als carrers de Ginebra i Hernán Cortés (actualment Mediterrània) i al passatge del Marquès de la Quadra, segons el projecte del mestre d'obres Jaume Brossa i Mascaró. El 1917, la fàbrica va passar a mans d'Esteve Cortada, propietari de la finca veïna del núm. 3 del passatge del Marquès de la Quadra, que hi va realitzar diverses reformes i ampliacions.
El 1947 s'hi va instal·lar la fàbrica de gel Industrias Frigoríficas del Mediterráneo, que hi va construir un cos annex per a allotjar-hi un transformador. El 1960, aquesta societat va demanar permís per a renovar-ne els motors elèctrics, i el 1968, la fàbrica va ser transformada en equipament i ocupada per l'Associació de Veïns de la Barceloneta.
Finalment, l'edifici va ser objecte d'una permuta urbanística per a destinar-ne el solar a la construcció d'una promoció d'habitatges, per la qual cosa va ser enderrocat entre el febrer i l'abril de 2010.